# Impatiens zygosepala
Impatiens zygosepala är en balsaminväxtart som beskrevs av Joseph Dalton Hooker. Impatiens zygosepala ingår i släktet balsaminer, och familjen balsaminväxter. Inga underarter finns listade i Catalogue of Life.